# Deodat de Severac
Deodat de Severac (Sant Felitz de Lauragués, 20 de juliol de 1872 - Ceret, 24 de març de 1921) fou un compositor occità molt vinculat amb la vila catalana de Ceret.

## Biografia
Maria Josèp Alexandre Deodat de Severac va néixer el 20 de juliol de 1872 a la vila llenguadociana de Sant Felitz de Lauragués.
Procedent d'una família noble, fill del pintor Gilbert de Severac, Deodat de Severac es va educar a Sorèze i després a la Schola Cantorum de París, on esdevingué alumne de Vincent d'Indy i d'Albéric Magnard. Allà va rebre classes d'orgue amb Alexandre Guilmant i esdevingué l'ajudant d'Isaac Albéniz. Molt lligat als seus orígens, s'instal·là a Ceret (el Vallespir) a partir de 1910, regió que posteriorment va atreure un cert nombre d'artistes com Manolo Hugué, a qui havia conegut anteriorment a París. Severac també va estar en contacte amb certs individus de la comunitat ocultista francesa.
El 1900, va escriure poemes simfònics sobre les estacions. Posà melodies a poemes de Baudelaire i Verlaine així com a versos occitans i compon la seva música coral amb arranjaments de textos en català. Va escriure dues òperes, Le Cœur du moulin, estrenada a l'Opéra-Comique de París el 8 de desembre de 1909, i Héliogabale, estrenada a la plaça de toros de Besiers el 1910 amb la introducció de la cobla catalana, un grup d'instruments que toquen, en particular, tibles i tenores. La seva música per a piano, amb un estil molt personal, és sovint pictòrica i acolorida, com a Le Chant de la Terre, que descriu un idil·li rústic, o les peces En Languedoc i Baigneuses au soleil . La suite Cerdaña, la seva obra mestra, il·lustra el seu amor per la terra catalana.
Deodat de Severac va ser el campió de la música regional. Trencant amb el parisisme, el 1907 presenta una tesi final a la Schola Cantorum sobre La centralització i les petites capelles . En aquest escrit d'un centenar de pàgines, Severac es dedica a una descripció i anàlisi del funcionament de l'entorn musical del seu temps, a partir de la seva experiència personal però també d'observacions i fets registrats metòdicament. S'esforça amb cura per demostrar que la referència regional va desapareixent progressivament en la música francesa i l'explica per l'efecte de la centralització en la professió musical:
1) A partir, d'una banda, de l'observació que qualsevol músic que volgués triomfar en la seva carrera professional havia de passar per París, la capital d'una França centralitzada l'educació musical de la qual s'organitzava de manera piramidal, amb el Conservatori de París en el seu cim. Així doncs, els joves músics més talentosos procedents de la seva província natal van portar a París, als ulls de Severac, una vida de "desarrelats";
2) La conseqüència d'aquesta centralització va ser que els músics es van dividir en dos grups que Severac va anomenar "oficial" i els "independents". Els primers eren els que freqüentaven les antecambres ministerials de l'Estat per poder beneficiar-se dels encàrrecs públics, a diferència del segon, que Severac subdividia a més en dos subgrups, segons els cercles i salons parisencs que freqüentaven, en "D’Indystes" i "Debussistes».
A través d'aquesta crítica raonada a l'estructuració dels cercles musicals francesos a la seva època, Severac vol donar una explicació de les opcions estètiques que els creadors i compositors es veuen portats a fer. Per a ell, l'obra d'art és també l'expressió d'un fonament institucional, que destaca a les seves memòries. Conclou que la centralització parisenca és la causa de la pèrdua de "saba profunda de la natura" i sobretot "l'adhesió regional" a la música francesa. És cert que amb aquestes conclusions, l'autor d'En Languedoc, conegut per les seves opinions reialistes, es va sumar a les tesis regionalistes que aleshores defensava aquest moviment. Recordem especialment que, com a regionalista convençut, va treure les conclusions per si mateix de la seva anàlisi i que després de presentar la seva tesi final a la Schola Cantorum, se'n va anar de París, exactament l'endemà, per establir-se primer a la seva província natal a Sant Felitz de Lauragués i després a la Catalunya del Nord, a Ceret.
L'admirador de Mistral apareix així a la posteritat com el "músic camperol" que volia ser, celebrant "la rusticitat rústica i la geòrgia del folklore del Llenguadoc". Claude Debussy dirà que "la seva música fa bona olor. La seva investigació sobre els sons i els efectes de la distància (sobretot a Le Cœur du Moulin però també a la processó de mulers o a les Festes) va portar a Vladimir Jankélévitch a dir que “Deodat de Cerdanya amplia en aquest sentit l'alegria de l'impressionisme francès."
Mort a Ceret l'any 1921, fou enterrat al seu poble natal de Sant Felitz de Lauragués. El 14 de setembre de 1924 un bust de bronze, realitzat pel seu amic Joseph Lamasson, s'inaugura als peus de les muralles.

## Obres principals
Música sacra
- Tantum Ergo

Obres per a piano
- El cant de la terra (1900) ;
- Al Llenguadoc (1904)
- Banyistes al sol (1908), dedicat a Alfred Cortot ;
- Cerdanya (1904 - 1911) ;
- De vacances, dues col·leccions de peces breus, la primera data de 1911, la segona compilada i completada per Blanche Selva, publicada l'any 1922.
- Les nàiades i el faune indiscret, escrit el 1908 i publicat el 1952.

Obres d'orgue
- Suite en mi (preludi, coral, fantasia pastoral, final) ;
- Petita suite escolar ;
- Cinc versos d'orgue

Música per al teatre
- Le Cœur du moulin, creat a l'Opéra-Comique el 1909.
- Héliogabale, tragèdia lírica en tres actes (1910), poema d'Émile Sicard, creació al Théâtre des Arènes, a Béziers.

Melodies
- Diverses col·leccions, entre elles A l'alba a la muntanya (1906) i Flors d'Occitania (1912)

Cançons
- Cant del Vallespir

## Severac i gravació de so
Deodat de Severac, quan va morir l'any 1921, encara no s'havia enregistrat cap de les seves obres. Per a això va caldre esperar fins al 1925, l'enregistrament de Ma poupée chérie per Jean-Émile Vanni-Marcoux per a Gramophone (La Voix de son Maître). La chanson pour le petit cheval, interpretada per Charles Panzéra, es va gravar l'any següent. Pel que fa als enregistraments de Blanche Selva, van ser realitzats per Columbia entre 1928 i 1930.
Després de la Segona Guerra Mundial, es van publicar diversos enregistraments de les obres per a piano (sobretot el 1957, el d'Hélène Boschi per Le Chant du monde). Vam haver d'esperar fins a l'any 1974 per a una obra per a piano completa d' Aldo Ciccolini. Jordi Masó produint una integral per a Naxos el 2014, i una tercera integral, de François-Michel Rignol a Disques du Solstice [DL 2015].
Le Cœur du moulin va ser enregistrat l'any 2009 per l'Opera de Tours amb Timpani.

## Posteritat
Amb motiu del 100 aniversari de la seva mort, la biblioteca d'estudis i patrimoni de Tolosa, que va adquirir part dels arxius personals de l'artista als seus descendents l'any 2016 i organitzà una exposició, Midi-Rhapsodie, presentada del 25 de juny al 2 d'octubre de 2021.